# العلاقات البرتغالية اليونانية
العلاقات البرتغالية اليونانية هي العلاقات الثنائية التي تجمع بين البرتغال واليونان.

## مقارنة بين البلدين
هذه مقارنة عامة ومرجعية للدولتين:
| وجه المقارنة                                              | البرتغال                                                  | اليونان                                                                             |
| --------------------------------------------------------- | --------------------------------------------------------- | ----------------------------------------------------------------------------------- |
| المساحة (كم2)                                             | 92.21 ألف                                                 | 131.96 ألف                                                                          |
| عدد السكان (نسمة)                                         | 10.60 مليون                                               | 10.76 مليون                                                                         |
| الكثافة السكانية (ن./كم²)                                 | 114.95                                                    | 81.54                                                                               |
| العاصمة                                                   | لشبونة                                                    | أثينا، نافبليو                                                                      |
| اللغة الرسمية                                             | اللغة البرتغالية، اللغة الميراندية                        | لغة يونانية، اليونانية الديموطيقية ‏                                                 |
| العملة                                                    | يورو، اسكودو برتغالي                                      | يورو، دراخما، فينيكس يوناني ‏                                                        |
| الناتج المحلي الإجمالي (بليون دولار)                      | 217.57 مليار                                              | 200.29 مليار                                                                        |
| الناتج المحلي الإجمالي (تعادل القوة الشرائية) بليون دولار | 307.82 مليار                                              | 285.45 مليار                                                                        |
| الناتج المحلي الإجمالي الاسمي للفرد دولار أمريكي          | 19.22 ألف                                                 | 18.00 ألف                                                                           |
| الناتج المحلي الإجمالي للفرد دولار أمريكي                 | 28.76 ألف                                                 | 26.85 ألف                                                                           |
| مؤشر التنمية البشرية                                      | 0.830                                                     | 0.865                                                                               |
| رمز المكالمات الدولي                                      | +351                                                      | +30                                                                                 |
| رمز الإنترنت                                              | .pt                                                       | .gr                                                                                 |
| المنطقة الزمنية                                           | توقيت غرب أوروبا، توقيت غرب أوروبا الصيفي، أوروبا/لشبونة ‏ | توقيت شرق أوروبا، ت ع م+02:00، ت ع م+03:00، توقيت شرق أوروبا الصيفي ‏، أوروبا/أثينا ‏ |

## مدن متوأمة
في ما يلي قائمة باتفاقيات التوأمة بين مدن برتغالية ويونانية:
- ترتبط Sesimbra [الإنجليزية]‏ مع بروزة باتفاقية توأمة.
- ترتبط Argoncilhe [الإنجليزية]‏ مع آرغوس باتفاقية توأمة.
- ترتبط أفيرو مع خولارغوس باتفاقية توأمة.
- ترتبط لشبونة مع أثينا باتفاقية توأمة منذ 28 سبتمبر 1992.

## منظمات دولية مشتركة
يشترك البلدان في عضوية مجموعة من المنظمات الدولية، منها:
| علم المنظمة | اسم المنظمة                               | تاريخ انضمام البرتغال | تاريخ انضمام اليونان |
| ----------- | ----------------------------------------- | --------------------- | -------------------- |
|             | وكالة الفضاء الأوروبية                    | ?                     | 9 مارس 2005          |
|             | الاتحاد الأوروبي                          | 1986                  | 1981                 |
|             | وكالة ضمان الاستثمار متعدد الأطراف        | 6 يونيو 1988          | 30 أغسطس 1993        |
|             | منظمة التعاون الاقتصادي والتنمية          | 4 أغسطس 1961          | 30 سبتمبر 1961       |
|             | الأمم المتحدة                             | 14 ديسمبر 1955        | 25 أكتوبر 1945       |
|             | الوكالة الدولية للطاقة                    | ?                     | ?                    |
|             | الفريق المعني برصد الأرض                  | ?                     | ?                    |
|             | منظمة حظر الأسلحة الكيميائية              | ?                     | ?                    |
|             | منظمة التجارة العالمية                    | ?                     | 1995                 |
|             | منظمة الشرطة الجنائية الدولية             | ?                     | ?                    |
|             | منظمة الأمن والتعاون في أوروبا            | 25 يونيو 1973         | 25 يونيو 1973        |
|             | مؤسسة التنمية الدولية                     | 29 ديسمبر 1992        | 9 يناير 1962         |
|             | حلف شمال الأطلسي                          | 4 أبريل 1949          | 18 فبراير 1952       |
|             | نظام تحكم تكنولوجيا القذائف               | 1992                  | 1992                 |
|             | يونسكو                                    | 11 مارس 1965          | 4 نوفمبر 1946        |
|             | مجلس أوروبا                               | ?                     | 9 أغسطس 1949         |
|             | اتحاد المدفوعات الأوروبي ‏                 | ?                     | ?                    |
|             | الاتحاد البريدي العالمي                   | ?                     | ?                    |
|             | البنك الدولي للإنشاء والتعمير             | 29 مارس 1961          | 27 ديسمبر 1945       |
|             | اتفاقية السماوات المفتوحة                 | ?                     | ?                    |
|             | المنظمة الهيدروغرافية الدولية             | ?                     | ?                    |
|             | الاتحاد الدولي للاتصالات                  | 1866                  | 1866                 |
|             | مؤسسة التمويل الدولية                     | 8 يوليو 1966          | 26 سبتمبر 1957       |
|             | المنظمة الأوروبية لسلامة الملاحة الجوية   | 1986                  | 1988                 |
|             | المركز الدولي لتسوية المنازعات الاستشارية | 1 أغسطس 1984          | 21 مايو 1969         |
|             | مجموعة أستراليا                           | 1985                  | 1985                 |
|             | مجموعة الموردين النوويين                  | ?                     | ?                    |

## وصلات خارجية
- موقع وزارة الخارجية البرتغالية
- موقع وزارة الخارجية اليونانية